# Robres (kommunhuvudort)
Robres är en kommunhuvudort i Spanien.   Den ligger i provinsen Provincia de Huesca och regionen Aragonien, i den nordöstra delen av landet, 300 km nordost om huvudstaden Madrid. Robres ligger 396 meter över havet och antalet invånare är 664.
Terrängen runt Robres är platt åt nordost, men åt sydväst är den kuperad. Runt Robres är det glesbefolkat, med 8 invånare per kvadratkilometer. Närmaste större samhälle är Grañén, 11,1 km nordost om Robres. Trakten runt Robres består till största delen av jordbruksmark.